# Sander van der Eijk
Sander van der Eijk (* 5. Februar 1991) ist ein niederländischer Fußballschiedsrichter.
Van der Eijk leitet seit der Saison 2016/17 Spiele in der Eerste Divisie und seit der Saison 2018/19 Spiele in der Eredivisie. In beiden Wettbewerben hatte er bereits über 105 bzw. 65 Einsätze.
Seit 2022 steht van der Eijk auf der Liste der FIFA-Schiedsrichter und leitet internationale Fußballspiele. Seit der zweiten Hälfte der Saison 2024/25 zählt er zur Gruppe der UEFA-First-Category-Schiedsrichter, der zweithöchsten Schiedsrichter-Kategorie. Am Ende der Saison leitete er das Finale der U21-Europameisterschaft.
In der Saison 2023/24 leitete van der Eijk erstmals ein Spiel in der Conference League, darüber hinaus wurde er bei Spielen in der Qualifikation zur Europa League und zur Champions League eingesetzt, jedoch noch nicht in den beiden Hauptwettbewerben. Bei der U-19-Europameisterschaft 2024 in Nordirland leitete van der Eijk drei Spiele, darunter zwei Gruppenspiele und ein Playoff. Zudem pfiff er Partien in der EM-Qualifikation für die Europameisterschaft 2024 sowie weitere Qualifikations- und Freundschaftsspiele.